# Henner Henkel
Henner Henkel (ur. 9 października 1915 w Poznaniu, zm. 3 grudnia 1942 pod Stalingradem) – niemiecki tenisista, zwycięzca wielkoszlemowych mistrzostw Francji w grze pojedynczej i podwójnej.
Henkel zaliczał się do czołowych zawodników na świecie w okresie poprzedzającym wybuch II wojny światowej. W 1937 jako drugi Niemiec w historii – po von Crammie – wygrał grę pojedynczą na mistrzostwach Francji, pokonując w finale Brytyjczyka Bunny’ego Austina 6:1, 6:4, 6:3. Na tym samym turnieju świętował zwycięstwo deblowe, występując w parze z von Crammem. Ponadto niemiecka para triumfowała w 1937 w mistrzostwach USA. W tym samym roku Henkel okazał się najlepszy w międzynarodowych mistrzostwach Niemiec w Hamburgu. Na listach rankingowych plasował się w czołowej dziesiątce – w 1936 był 9., w 1939 – 6.
W latach 1934–1939 regularnie bronił barw narodowych w Pucharze Davisa. Zespół niemiecki z Henkelem w składzie dochodził cztery razy do finału międzystrefowego – w 1935, 1936, 1937 i 1938; zwycięska ekipa z tej rywalizacji przystępowała do właściwego finału z obrońcą tytułu, ale to nie stało się ani razu udziałem Niemców, którzy ulegali kolejno Amerykanom (1935), Australijczykom (1936), ponownie Amerykanom (1937) i ponownie Australijczykom (1938). Najbliższa powodzenia ekipa niemiecka była w 1937, kiedy przegrała z USA jedynie 2:3 (Henkel zdobył jeden punkt w singlu, ale przegrał drugi mecz singlowy i debel z von Crammem). W 1939 Niemcy przegrali w finale europejskim Pucharu Davisa z Jugosławią; wcześniej w 1939 zespół niemiecki pokonał m.in. Polaków 3:2 – Henkel wygrał z Adamem Baworowskim i w deblu (w parze z naturalizowanym Austriakiem von Metaxą) z Baworowskim i Józefem Hebdą, uległ natomiast Ignacemu Tłoczyńskiemu. Łączny bilans występów Henkela w zespole narodowym to 32 zwycięstwa i 13 porażek w grze pojedynczej oraz 16 zwycięstw i 4 porażki w grze podwójnej.
Karierę sportową Hennera Henkela przerwała II wojna światowa. Tenisista zginął na froncie w walkach o Stalingrad. Niemiecki Związek Tenisowy nadał jego imię trofeum, o które walczą drużyny juniorskie.